# Buczynowy Karb
Buczynowy Karb – przełęcz w długiej wschodniej grani Świnicy w polskich Tatrach Wysokich. Znajduje się na wysokości około 2115 m pomiędzy Orlą Basztą a Buczynowymi Czubami. Ma postać wąskiej szczerbinki między wschodnim skrajem Pościeli Jasińskiego a najbardziej zachodnim zębem Buczynowych Czub. Nazwę przełęczy wprowadził Władysław Cywiński w 18 tomie swojego szczegółowego przewodnika „Tatry” po dokładnej analizie topograficznej terenu. We wszystkich wcześniejszych opisach za przełęcz w tym miejscu uznawano Pościel Jasińskiego, jednak jest to tylko nachylony ku południowej stronie trawnik bez najmniejszego wcięcia w grani, nie spełnia więc definicji przełęczy. Północne stoki Buczynowego Karbu opadają do Pańszczycy. Na południowy wschód do Dolinki Buczynowej opada z Buczynowego Karbu głęboki i wąski komin, po około 30 metrach kończący się na trawniku. Po kolejnych kilkudziesięciu metrach znów jest południowy komin opadający do trawników w dolinie.

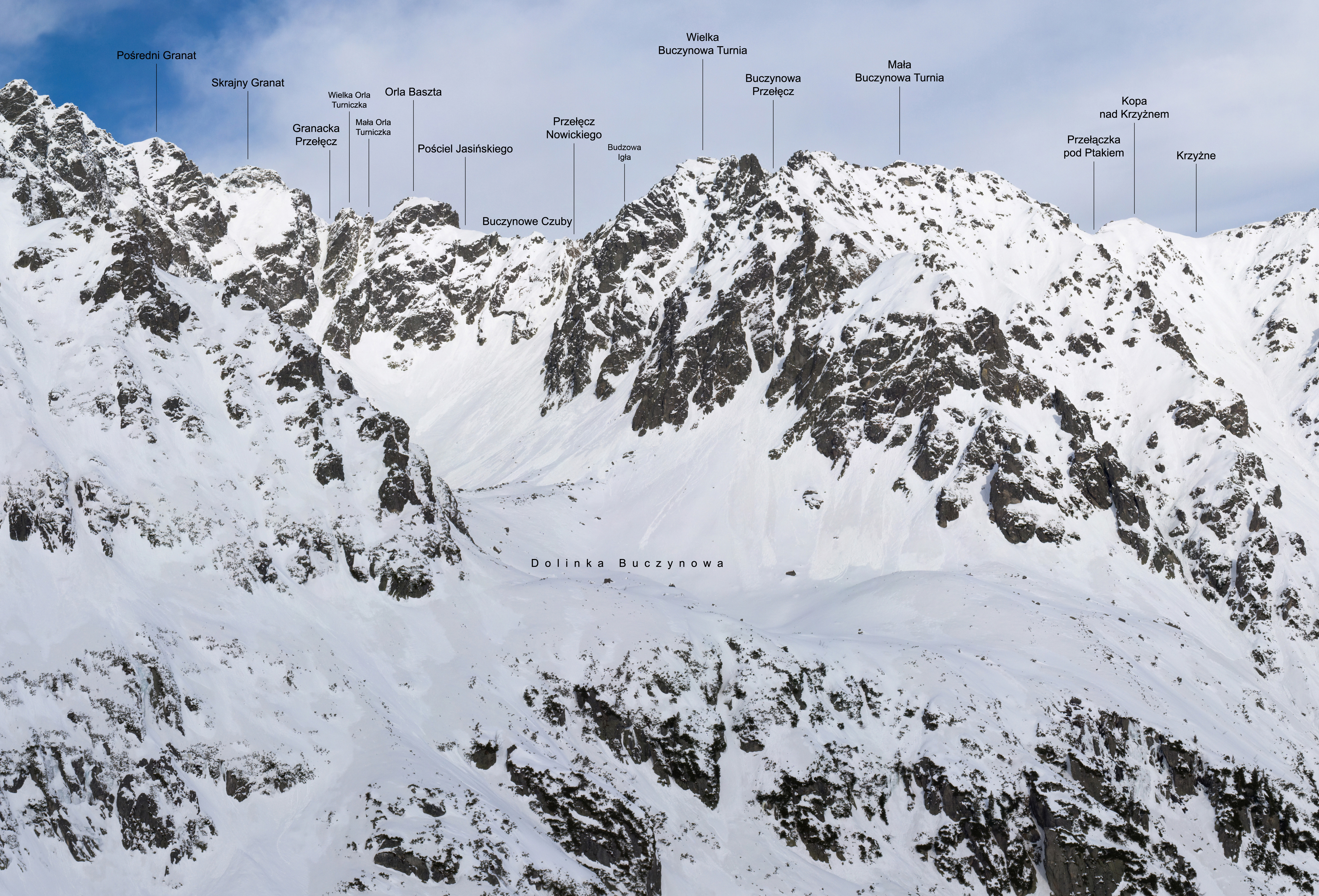
Buczynowy Karb po prawej stronie opisanej Pościeli Jasińskiego

Pierwsze odnotowane wejście turystyczne:
- latem – Janusz Chmielowski i przewodnik Jędrzej Wala młodszy, 7 sierpnia 1895 r.,
- zimą – Aleksander Litwinowicz, Mariusz Zaruski, 14 marca 1910 r.[2]

## Taternictwo
Szlak Orlej Perci omija Buczynowy Karb. Prowadzi on północnym zboczem, około 10 m poniżej tej przełęczy. Rejon Buczynowego Karbu dopuszczony jest do uprawiania wspinaczki skalnej. Prowadzi tutaj jedna droga wspinaczkowa dawniej przypisywana do Pościeli Jasińskiego:
- Od południa z Doliny Buczynowej; II stopień trudności w skali tatrzańskiej, czas przejścia 45 min[1].

Z Buczynowego Karbu na północną stronę, na ścieżkę Orlej Perci opada bardzo stromy trawnik z pojedynczymi skałkami. Ze ścieżki tej przełęcz wydaje się osiągalna, jednak wyjście byłoby ryzykowne (możliwość pośliźnięcia się na stromych trawnikach).